# Pentila landbecki
Pentila landbecki är en fjärilsart som beskrevs av Henry Stempffer och Bennett 1961. Pentila landbecki ingår i släktet Pentila och familjen juvelvingar. Inga underarter finns listade i Catalogue of Life.